# Phutu
Le phutu, connu aussi sous les noms d'uphuthu ou encore de krummel papest, un plat traditionnel d'Afrique du Sud, apprécié tant chez les communautés afrikaner que zoulou, désignant un type de bouillie de maïs, généralement dégustée avec une sauce à base de tomates.

## Caractéristiques
Le phutu a une texture friable, étant fabriqué à partir de farine de maïs, également connue sous le nom de farine de mielie. Contrairement à d'autres aliments à base de maïs, comme le pap, qui ont une consistance plus lisse, le phutu est volontairement plus granuleux. Ce plat est souvent consommé avec divers accompagnements, comme de la viande, des légumes ou même de l'amasi, un lait aigre. Ses origines se trouvent dans les méthodes culinaires traditionnelles africaines, et les cuisines sud-africaines, qu'elles soient à la campagne ou ailleurs, lui réservent une place particulière. 
Divers condiments et épices peuvent agrémenter le phutu, notamment la coriandre, le cumin, le poivre noir, les graines de moutarde, le gingembre moulu, la cannelle, les épices pilau, le curcuma. La recette peut aussi intégrer du beurre salé, des lentilles brunes, une petite courge musquée coupée en dés, de l'huile d'olive, de la grenade, des olives kalamata, du persil, du basilic et de l'oignon rouge.